# Liste der Baudenkmäler in Großenseebach
Auf dieser Seite sind die Baudenkmäler in der mittelfränkischen Gemeinde Großenseebach zusammengestellt. Diese Tabelle ist eine Teilliste der Liste der Baudenkmäler in Bayern. Grundlage ist die Bayerische Denkmalliste, die auf Basis des Bayerischen Denkmalschutzgesetzes vom 1. Oktober 1973 erstmals erstellt wurde und seither durch das Bayerische Landesamt für Denkmalpflege geführt wird. Die folgenden Angaben ersetzen nicht die rechtsverbindliche Auskunft der Denkmalschutzbehörde.
 Diese Liste gibt den Fortschreibungsstand vom 27. April 2023 wieder und enthält 7 Baudenkmäler.

## Baudenkmäler
| Lage                                                            | Objekt            | Beschreibung | Akten-Nr.             | Bild           |
| --------------------------------------------------------------- | ----------------- | --- | --------------------- | -------------- |
| Hauptstraße 36 (Standort)                                       | Wohnstallhaus     | zweigeschossiger, verputzter Ziegelbau mit Satteldach und Hausfigur, um 1900                                                                    | D-5-72-127-9 Wikidata | weitere Bilder |
| Hauptstraße 40 (Standort)                                       | Kreuzigungsrelief | Sandstein, 18./19. Jahrhundert | D-5-72-127-2 Wikidata | BW             |
| Hauptstraße 48 (Standort)                                       | Wegkreuz          | Auf gefastem Sockel mit abgeschrägter Abdeckplatte, bezeichnet „1897“                                                                           | D-5-72-127-6 Wikidata | BW             |
| Nähe Hauptstraße (Standort)                                     | Kreuzigungsgruppe | Lebensgroße Sandsteinfiguren, die beiden Assistenzfiguren auf viereckigen Sockeln mit ausladenden Abdeckplatten, erstes Drittel 18. Jahrhundert | D-5-72-127-4 Wikidata | BW             |
| Nähe Hauptstraße (Standort)                                     | Backhaus          | Kleiner Massivbau mit Satteldach und Rundbogenzugang, bezeichnet „1733“                                                                         | D-5-72-127-5 Wikidata | BW             |
| Schwarzbachäcker, am Hannberger Weg vor Großseenbach (Standort) | Kreuzigungsgruppe | dreiteilige Sandsteingruppe mit Kruzifix und Assistenzfiguren, auf neugotischem Postament, 1908                                                 | D-5-72-127-8 Wikidata | BW             |
| Seebach (Standort)                                              | Brücke            | Einbogige Sandsteinquaderbrücke, wohl 18. Jahrhundert                                                                                           | D-5-72-127-7 Wikidata | BW             |

## Ehemalige Baudenkmäler
|-
|  Am Bach 2

| Gasthaus Müller
| Zweigeschossiger Walmdachbau, verputzt, Anfang 19. Jahrhundert, später verändert
| D-5-72-127-1 
Wikidata
| 
|}